# Землетрясение в Тибете (2025)
7 января 2025 года в 09:05 по местному времени в уезде Тингри (Тибетский автономный район, КНР) произошло землетрясение магнитудой 7,1. В Тибете по меньшей мере 126 человек погибли, ещё 337 были ранены. В Непале и северной части Индии от землетрясения пострадали 13 человек.

## Землетрясение
Технологический университет Чэнду сообщил о максимальной сейсмической интенсивности в Китае по шкале IX, которая была зафиксирована в шести населенных пунктах на площади 671 км², включая поселки Чамсо, Кого, Гьяко и Кулхо. Интенсивность VIII ощущалась в округах Динге, Лхатсе и Са’Гья на площади 2917 км². В округе Тингри было зафиксировано максимальное ускорение грунта, равное 418,7 см/с² (0,4187 g). К 9 января за главным подземным толчком последовало по меньшей мере 1211 подземных толчков.
Эпицентр землетрясения находился в 163 километрах от города Шигадзе, его глубина составила около 10 километров. Оно ощущалось в Непале и некоторых регионах Индии.

## Последствия
Землетрясение унесло жизни по меньшей мере 126 человек в Тибете, ещё 337 получили травмы. Более 27 тысяч зданий повреждены, из них 3600 домов обрушены в регионе. В некоторых деревнях было разрушено от 80 до 90 процентов домов. В Непале пострадали 13 человек. Это крупнейшее землетрясение в Китае с января 2024 года и самое смертоносное с декабря 2023 года, когда в провинции Ганьсу в результате землетрясения погибли 148 человек. Сообщалось о многочисленных обрушениях домов в деревнях по всему округу Тингри, жители оказывались под завалами.
9 января власти заявили, что все оставшиеся пропавшие без вести, скорее всего, погибли от переохлаждения под обломками разрушенных домов. Жертвы были в округах Тингри, Лхаце и Сагья. Более 1000 домов обрушились в округе Тингри, а пять участков национальных и провинциальных дорог были повреждены оползнями, обрушениями и проседанием грунта. Всего пострадали 206 деревень в 26 населённых пунктах в пяти округах. Все 40 домов в деревне Гуронг были повреждены, половина из них — серьёзно. В округе Лхаце обломки завалили улицы и автомобили, был повреждён отель. Более 170 станций China Mobile были выведены из строя землетрясением, хотя мобильная связь была восстановлена девять часов спустя.

## Реакция

### Внутри страны
Председатель КНР и Генеральный секретарь КПК Си Цзиньпин выступил с обращением, призвав к спасению как можно большего количества людей.

### Международная
Президент России Владимир Путин выразил соболезнования главе КНР в связи с «трагическими последствиями землетрясения», сообщив, что в РФ разделяют скорбь по погибшим и надеются на скорейшее выздоровление всех пострадавших.